# Eugenia corusca
Eugenia corusca är en myrtenväxtart som beskrevs av Barrie. Eugenia corusca ingår i släktet Eugenia och familjen myrtenväxter.
Artens utbredningsområde är Costa Rica. Inga underarter finns listade i Catalogue of Life.